# Anthony Arena
Anthony Arena (Kenmore, 3 augustus 1990) is een Amerikaans professioneel voetballer die bij voorkeur als verdediger speelt. Hij verruilde in 2015 Houston Dynamo  voor Pittsburgh Riverhounds, dat hem daarvoor al huurde. 

## Clubcarrière
Arena werd in de MLS Supplemental Draft 2013 als achttiende gekozen door Houston Dynamo. Hij maakte zijn professionele debuut op 29 mei 2013 in een U.S. Open Cup wedstrijd tegen FC Tucson. Zijn MLS debuut maakte hij op 1 juni 2013 tegen Columbus Crew. Hij viel in de twintigste minuut in voor de geblesseerde Eric Brunner. Naast zijn werk als speler bij Houston traint hij jonge voetbalspelers van tussen de tien en de achttien jaar.